# Faversham
Faversham – miasto w Wielkiej Brytanii, w Anglii, w regionie South East England, w hrabstwie Kent.